# Lotta d'aquile
Lotta d'aquile (The Sky Hawk) è un film del 1929 diretto da John G. Blystone.
Prodotto e distribuito dalla Fox Film Corporation, il film uscì in sala il 29 gennaio 1930. Segna il debutto, in un piccolo ruolo da pilota, di David Manners.